# Edmund Piszcz
Edmund Michał Piszcz (* 17. November 1929 in Bydgoszcz; † 22. März 2022 in Olsztyn) war ein polnischer Geistlicher und römisch-katholischer Erzbischof von Ermland.

## Leben
Edmund Piszcz absolvierte 1944 eine Schneiderausbildung. Von 1944 bis 1948 besuchte er das Erste Staatliche Gymnasium in Bydgoszcz und von 1948 bis 1950 das Kleine Seminar in Olsztyn. Nachdem Piszcz 1950 am Staatlichen Gymnasium Adam Mickiewicz in Olsztyn das Abitur erlangt hatte, studierte er bis 1956 Philosophie und Katholische Theologie am Priesterseminar Pelplin. Er wurde am 19. Juni 1955 zum Subdiakon und eine Woche später zum Diakon geweiht. Am 10. Mai 1956 empfing er in der Kathedrale Mariä Himmelfahrt in Pelplin durch den Bischof von Kulm, Kazimierz Józef Kowalski, das Sakrament der Priesterweihe.
Piszcz war von 1956 bis 1958 als Pfarrvikar an der Kathedrale Mariä Himmelfahrt in Pelplin sowie als Präfekt am Collegium Marianum und am Staatlichen Gymnasium in Pelplin tätig. Anschließend setzte er seine Studien an der Katholischen Universität Lublin fort, wo er 1960 einen Magister erwarb und 1962 mit der Arbeit Geneza i przebieg toruńskiego „Colloquium Charitativum“ za Władysława IV w 1645 („Entstehung und Verlauf des Thorner ‚Colloquium Charitativum‘ unter Władysław IV. im Jahre 1645“) zum Doktor der Theologie im Fach Kirchengeschichte promoviert wurde. Ab 1962 lehrte Edmund Piszcz Kirchengeschichte, Latein und Deutsch am Priesterseminar in Pelplin. Zudem wurde er Direktor des Diözesanarchivs des Bistums Kulm und 1964 Studienpräfekt am Priesterseminar. Am 22. Oktober 1970 verlieh ihm Papst Paul VI. den Ehrentitel Päpstlicher Ehrenkaplan. Von 1973 bis 1974 absolvierte Edmund Piszcz einen Forschungsaufenthalt als Stipendiat am Institut für Europäische Geschichte in Mainz. Ab 1981 gehörte er zusätzlich dem Diözesanpastoralrat an.
Am 21. April 1982 ernannte ihn Papst Johannes Paul II. zum Titularbischof von Aurusuliana und Weihbischof in Kulm. Der Erzbischof von Gnesen, Józef Glemp, spendete ihm am 20. Mai desselben Jahres in der Kathedrale Mariä Himmelfahrt in Pelplin die Bischofsweihe; Mitkonsekratoren waren der Bischof von Kulm, Marian Przykucki, und der Weihbischof in Kulm, Zygfryd Ignacy Kowalski. Sein Wahlspruch Diligimus opere ac veritate („Lasst uns in Tat und Wahrheit lieben“) stammt aus 1 Joh 3,18 . Zudem wurde Edmund Piszcz 1982 Generalvikar des Bistums Kulm und Bischofsvikar für die geistliche und intellektuelle Ausbildung der Priester sowie Dompropst des Domkapitels von Kulm. Außerdem war er stellvertretender Leiter der Pastoralabteilung und Beauftragter für Disziplinarangelegenheiten am Priesterseminar Pelplin. Ferner gehörte er dem Priesterrat, dem Diözesanpastoralrat und dem Diözesanvermögensverwaltungsrat an. Darüber hinaus wirkte Piszcz bis 1985 weiterhin als Direktor des Kulmer Diözesanarchivs.
Papst Johannes Paul II. bestellte ihn am 28. November 1985 zum Apostolischen Administrator sede plena von Ermland. Die Amtseinführung erfolgte zwei Tage später. Ab 1985 lehrte Edmund Piszcz zudem Kirchengeschichte am Theologischen Institut von Ermland in Olsztyn. Am 22. Oktober 1988 ernannte ihn Johannes Paul II. zum Bischof von Ermland. Edmund Piszcz wurde am 25. März 1992 infolge der Erhebung des Bistums Ermland zum Erzbistum dessen erster Erzbischof. Piszcz wirkte 1999 bei der Gründung der Theologischen Fakultät der Universität Ermland-Masuren mit, deren Großkanzler er wurde. Darüber hinaus wurden unter seiner Leitung das Caritaszentrum Johannes Paul II. in Olsztyn sowie mehrere katholische Kindergärten und Hilfseinrichtungen für Alleinerziehende gegründet.
In der Polnischen Bischofskonferenz war Edmund Piszcz Vorsitzender des Rates für Migration, Tourismus und Pilgerfahrten sowie der Arbeitsgruppe für die Beziehungen mit der Evangelisch-Augsburgischen Kirche in Polen. Ferner gehörte er den Arbeitsgruppen für die Beziehungen zum Polnischen Ökumenischen Rat und zur Deutschen Bischofskonferenz an. Zudem war Piszcz von 1983 bis 1995 Mitglied des Ständigen Rates der Polnischen Bischofskonferenz und Vorsitzender der Missionskommission. In dieser Funktion errichtete er ein Missionsausbildungszentrum in Warschau und organisierte 1992 den Nationalen Missionskongress in Częstochowa. Zusätzlich wirkte er sechs Jahre als nationaler Direktor der Päpstlichen Missionswerke. Außerdem war Piszcz von 1989 bis 1994 Mitglied der Kongregation für die Evangelisierung der Völker.
Am 30. Mai 2006 nahm Papst Benedikt XVI. das von Edmund Piszcz aus Altersgründen vorgebrachte Rücktrittsgesuch vom Amt des Erzbischofs von Ermland an. Sein Nachfolger wurde Erzbischof Wojciech Ziemba. Piszcz starb am 22. März 2022 in Olsztyn und wurde in der Krypta der Kathedralbasilika St. Jakob beigesetzt.

## Ehrungen und Auszeichnungen
- 2001: Großkreuz pro piis meritis des Verdienstordens Pro Merito Melitensi des Souveränen Malteserordens
- 2004: Großes Verdienstkreuz des Verdienstordens der Bundesrepublik Deutschland für seinen Einsatz „für die polnisch-deutsche Aussöhnung“ und „für den Aufbau der ökumenischen Einheit in Ermland und Masuren“[9]
- 2005: Komtur des Ordens Polonia Restituta[10]
- 2006: Ehrenplakette für Verdienste um die Woiwodschaft Ermland-Masuren[11]
- 2006: Benemerenti Universitati Nostrae-Medaille der Universität Ermland-Masuren[11]
- 2014: Ehrendoktorwürde der Universität Ermland-Masuren[4]
- Ehrenbürger der Städte Kętrzyn (1998)[11], Olsztyn (2003)[3] und Górowo Iławeckie[11] sowie der Gmina Grunwald (2011)[12]

## Schriften (Auswahl)
- Biblioteka klasztoru oo. Reformatów w Łąkach na Pomorzu. Lublin 1961, OCLC 750018245.
- Edmund Piszcz, Maria Laurencja Jędrzejczak: Ks. Paweł Antoni Czaplewski (1877–1963). Lublin 1964, OCLC 749414191.
- Polityka kasacyjna władz pruskich wobec klasztorów diecezji chełmińskiej. In: Studia Pelplińskie. Band 2, 1971, S. 89–116.
- Kościół wobec systemu kopernikańskiego: sprawa umieszczenia dzieła „De revolutionibus“ na indeksie. In: Studia Pelplińskie. Band 4, 1973, S. 49–59.
- Colloquium Charitativum w Toruniu A.D. 1645 geneza i przebieg. Wydawn. Konserwatora Diecezjalnego, Toruń 1995, ISBN 978-83-8647185-0.
- Kazania paryskie (= Suplement Hozjański. Seria Pastoralna. Band 2). Wyższe Seminarium Duchowne Metropolii Warmińskiej „Hosianum“, Olsztyn 1997, OCLC 751253367.
- Duchowość duchowego przywódcy. Warmińskie Wydawnictwo Diecezjalne, Olsztyn 2018, ISBN 978-83-65210-72-2.